# BeeHappy
BeeHappy / FreuD euch – dziewiąty album punk rockowej piosenkarki Niny Hagen. Wydany w dwóch wersjach – anglojęzycznej BeeHappy (1996) i niemieckojęzycznej FreuD euch (1995).

## Lista utworów

### Freud euch
1. "Einfach Nina" 1:20
2. "Lass Mich in Ruhe!" 1:48
3. "Stacheldraht" 2:50
4. "Tiere" 3:27
5. "Zero Zero U.F.O." 2:34
6. "Gloria Halleluja Amen" 1:45
7. "Geburt" 3:40
8. "Sunday Morning" 3:27
9. "Abgehaun" 3:41
10. "Freiheitslied" 3:19
11. "Wende" 1:59
12. "Kunst" 2:41
13. "Riesenschritt" 3:04
14. "Sternmädchen" 2:49
15. "Elefantengott Jai Ganesh" 2:57

### BeeHappy
1. "Runaway" – 3:51
2. "Giant Step" – 3:04
3. "Born to Die in Berlin" – 3:14
4. "Sunday Morning" – 3:27
5. "Shiva" – 4:15
6. "Barbed Wire" – 3:25
7. "Ska Thing" – 1:58
8. "The Art" – 2:56
9. "Zero Zero U.F.O." – 2:34
10. "Freedom Fighter" – 3:19
11. "I Am Nina" – 1:20
12. "Star Girl" – 2:49
13. "Leave Me Alone" – 1:48
14. "Tiere" – 3:27